# 혈관부종
혈관부종(血管浮腫, angioedema, angiooedema), 퀸케 부종(-浮腫, Quincke's edema) 또는 혈관 신경 부종(血管神經浮腫, angioneurotic edema)은 진피, 피하 조직, 점막, 점막밑 조직의 부종이다. 두드러기와 매우 비슷한 양상을 보이지만, 이는 상부 진피에서 발생한다. 맥관부종(脈管浮腫), 혈관신경성부종(血管神經性浮腫), 맥관신경성부종(脈管神經性浮腫), 거대심마진(巨大蕁麻疹)이라고도 한다.
혈관부종이 빠르게 진행되는 경우 기도 폐쇄와 질식이 발생할 수 있기 때문에 응급 처치가 필요하다. 혈관부종의 병인이 알레르기인 경우 에피네프린이 생명을 구할 수 있다. 유전성 혈관부종의 경우, 에피네프린을 이용한 치료는 도움이 되지 않는 것으로 입증되었다.

## 분류
- 후천성 혈관부종(Acquired angioedema, AAE)
- 유전성 혈관부종(Hereditary angioedema, HAE)

## 증상
얼굴 피부, 특히 입 주변, 그리고 입과 목구멍의 점막, 혀가 수분에서 수 시간에 걸쳐 부어오른다. 이 부종은 손을 포함한 어느 부위든 발생할 수 있다. 이 부종은 가렵고 통증이 있을 수 있다. 신경이 압박되어 영향을 받는 부위의 감각이 살짝 무뎌질 수도 있다. 두드러기가 동시에 발전할 수 있다.

## 병리생리학
유전성 혈관부종의 경우 세 가지 유형이 있다:
- 제I형: C1INH의 수치 감소 (85%)
- 제II형: C1INH는 정상 수치이지만 기능이 감소 (15%)
- 제III형: C1INH에 감지할만한 이상은 없으나 X-연관 우성에서 발생하여 주로 여성에 영향을 미친다. 임신 및 호르몬 피임(정확한 주기는 불확실함)[2]에 의해 악화될 수 있다. 제II인자 유전자의 돌연변이와 연결된다.[3]